# OneCoin

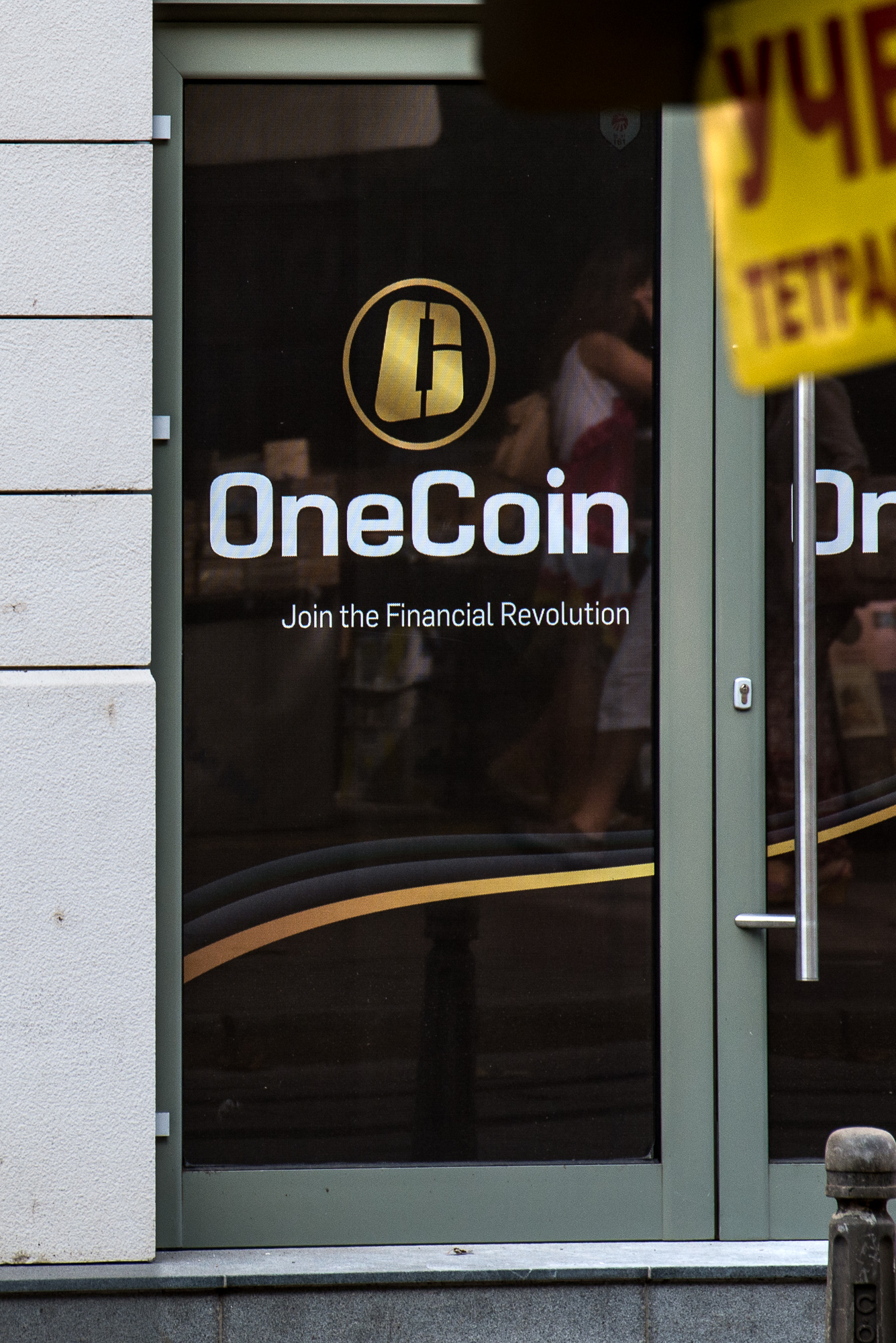
Das Logo von OneCoin an der Tür des Büros in Sofia, Bulgarien (2016)

OneCoin ist eine auf einem Netzwerkmarketing bzw. Schneeballsystem basierende vorgebliche Kryptowährung, welche als manipulierbare Blockchain durch die Firmen OneCoin Ltd (Dubai) und OneLife Network Ltd (Belize) vertrieben wurde.
Beide Unternehmen wurden von Ruja Ignatova und Sebastian Greenwood gegründet.
US-Staatsanwaltschaften haben die weltweiten Erträge des Schneeballsystems OneCoin auf 4 Milliarden US-Dollar geschätzt. Die meisten der in die Führung von OneCoin involvierten Personen sind in Haft oder gelten als untergetaucht. Die BaFin hat die Verbreitung von OneCoin in Deutschland untersagt.
Gegen Ruja Ignatova und OneCoin wird in mindestens 20 Strafverfolgungsbehörden auf der ganzen Welt ermittelt. Mitgründer Sebastian Greenwood wurde 2023 in den Vereinigten Staaten u. a. wegen Betrugs zu einer Gefängnisstrafe von 20 Jahren verurteilt.

## Konzept
OneCoin wurde Ende 2014 als zentralisierte und auf den Servern von OneCoin Ltd. verwaltete Währung eingeführt.
Laut OneCoin Ltd. war das Hauptgeschäft der Firma der Verkauf von Lehrmaterialien über den Handel mit Wertpapieren. Mitglieder konnten Bildungspakete im Preisbereich von 100 bis 118.000 Euro oder laut einem Branchenblog bis zu 225.500 Euro erwerben. Jedes Paket enthielt zusätzlich „Tokens“, mit welchen durch Mining OneCoins erzeugt werden konnten.
OneCoin sollte dabei von Servern an zwei Standorten in Bulgarien und einem Standort in Hongkong generiert werden. Jede Stufe bzw. jedes Paket (außer sechs und sieben) enthielt Lehrmaterial, welches aus verschiedenen Quellen plagiiert wurde.
In Rekrutierungsversammlungen sprachen die Vertreter OneCoins hauptsächlich über die Investition in Kryptowährung, während das Schulungsmaterial kaum erwähnt wurde.
Die einzige Möglichkeit, OneCoins gegen eine andere Währung einzutauschen, war OneCoin Exchange (xcoinx), ein interner Marktplatz für Mitglieder, die mehr als nur ein Starterpaket erworben hatten. OneCoins konnten gegen Euro eingetauscht werden, die in eine virtuelle Brieftasche gelegt wurden, von der sie zur Überweisung angefordert werden konnten. Der Marktplatz hatte tägliche Verkaufslimits, basierend auf den Paketen, in die der Verkäufer bereits investiert hatte, was die Menge an Onecoins, die umgetauscht werden konnten, stark begrenzte.
Am 1. März 2016 gab OneCoin ohne Vorankündigung eine interne Mitteilung heraus, dass der Markt für zwei Wochen wegen Wartungsarbeiten geschlossen werden würde, und erklärte, dass dies aufgrund der hohen Anzahl von Minern und für eine „bessere Integration mit Blockchain“ notwendig sei. Am 15. März 2016 wurde der Markt wieder geöffnet, allerdings waren keine sichtbaren Änderungen vorgenommen worden. Die meisten Transaktionen liefen ab wie zuvor, und die Tageslimits blieben bestehen.
Die Börse wurde im Januar 2017 ohne Vorankündigung geschlossen, obwohl Personen, die dem System angeschlossen sind, weiterhin Gelder annehmen.

## Betrugsvorwürfe und juristische Aufarbeitung

### 2015
Am 30. September 2015 gab die bulgarische Finanzaufsichtskommission (FSC) eine Warnung vor Risiken neuer Kryptowährungen heraus und nannte OneCoin als Beispiel. Nach der Warnung stellte OneCoin alle Aktivitäten in Bulgarien ein und begann damit, Banken im Ausland zu nutzen, um Überweisungen von Teilnehmern abzuwickeln.

### 2016
Im Februar 2016 schrieb die britische Zeitung Daily Mirror, dass OneCoin / OneLife ein „praktisch wertloser“ Betrug sei und mit dem Ziel arbeite, schnell reich zu werden.
Das Unternehmen geriet auf die Beobachtungslisten vieler Behörden, unter anderem in Bulgarien, Finnland, Schweden, Norwegen und Lettland.
Behörden verschiedener Länder warnten vor Risiken, die mit Unternehmen wie OneCoin verbunden sind, oder leiteten Strafverfolgungsmaßnahmen gegen die mit OneCoin in Verbindung stehende Personen, darunter CEO Ruja Ignatova und ihr Bruder Konstantin Ignatov, ein.
Im März 2016 warnte der Direktvertriebsverband in Norwegen vor OneCoin und verglich es mit einem Schneeballsystem.
Im Dezember 2016 erließ die italienische Kartellbehörde (Autorità Garante della Concorrenza e del Mercato, AGCM) „eine einstweilige Verfügung gegen das Unternehmen One Network Services Ltd., das in der Förderung und Verbreitung der Kryptowährung OneCoin tätig ist“, und ihre Vertreter in Italien, in denen sie ihre Aktivitäten als „illegales Pyramiden-Verkaufssystem“ („sistema di vendita piramidale vietato dalla legge“) bezeichneten und ordneten an, die Werbung und den Verkauf von OneCoin in Italien einzustellen.
Am 27. Februar 2017 verbot die AGCM nach Abschluss ihrer Untersuchung alle Aktivitäten mit OneCoin bis auf Weiteres.
Im Dezember 2016 gab die ungarische Zentralbank eine Warnung heraus, dass OneCoin ein Schneeballsystem sei, während in China im selben Jahr mehrere Mitglieder und Investoren von OneCoin festgenommen und Vermögenswerte im Wert von 30,8 Millionen US-Dollar beschlagnahmt wurden.

### 2017
Im März 2017 riet die Kroatische Nationalbank (HNB) der Öffentlichkeit, bei Entscheidungen im Zusammenhang mit OneCoin „ein hohes Maß an Vorsicht walten zu lassen“, stellte fest, dass OneCoin nicht von der HNB beaufsichtigt werde, und warnte davor, dass mögliche Verluste vollständig von den Investoren getragen werden.
Am 23. April 2017 verhaftete die indische Polizei 18 Personen in Navi Mumbai, weil sie eine Rekrutierungsveranstaltung für OneCoin organisiert hatten. Die Polizei hatte zuvor verdeckt an der Veranstaltung teilgenommen.
Weitere Untersuchungen hatten die Absicht, die höheren Ebenen der Pyramide aufzudecken.
Im Mai wurden 245,7 Millionen Rupien (3,49 Millionen USD) auf neun Bankkonten sichergestellt. Weitere 750 Mio. Rupien (10,65 Mio. USD) wurden überwiesen, bevor die Behörden sie beschlagnahmen konnten.
Ein 15-köpfiges Ermittlungsteam veranlasste die Festnahme zwei weiterer Personen Anfang Mai und die Beschlagnahme weiterer 240 Mio. Rupien (3,41 Mio. US-Dollar) von Bankkonten.
Am 27. April 2017 erließ die Bundesanstalt für Finanzdienstleistungsaufsicht (BaFin) Unterlassungsverfügungen gegen die Onecoin Ltd., Dubai, und die OneLife Network Ltd., Belize. Die Behörde kam zu dem Schluss, dass es sich bei dem Vertrieb von OneCoins um einen betrügerischen Handel mit „Eigenmitteln“ handle.
Am 28. April 2017 gab die Bank von Thailand eine Warnung vor OneCoin heraus und erklärte, dass es sich um eine illegale digitale Währung handele, welche nicht im Handel verwendet werden sollte.
Am 29. Mai 2017 gab die International Financial Services Commission von Belize (IFSC) die Warnung heraus, dass OneLife Network Ltd. Handelsgeschäfte ohne Lizenz oder Genehmigung von IFSC oder einer anderen Behörde betreibt. OneLife Network Ltd. wurde angewiesen, das illegale Handelsgeschäft zu unterlassen.
Am 16. Juni 2017 behauptete der CEO von OneCoin Ltd., OneCoin sei von der vietnamesischen Regierung lizenziert worden, es sei rechtlich zulässig, sie als digitale Währung zu verwenden, und dass es die erste Kryptowährung in Asien sei, die offiziell von einer Regierung lizenziert wurde.
Am 20. Juni 2017 erklärte das vietnamesische Ministerium für Planung und Investition (MPI), dass das von OneCoin veröffentlichte Dokument gefälscht sei. Es erklärte, dass das Dokument gegen die MPI-Vorschriften verstoße und dass die Person, die das Dokument angeblich unterzeichnet habe, sich zum Zeitpunkt der Erstellung des Dokuments nicht in der Position befand, die die Legitimation dieses Dokumentes benötige.
Am 10. Juli 2017 wurde die CEO in Indien angeklagt, im Rahmen der indischen Ermittlungen Investoren getäuscht zu haben.

### 2018
Am 17. und 18. Januar 2018 durchsuchte die bulgarische Polizei das Büro von OneCoin in Sofia auf Ersuchen der Staatsanwaltschaft in Bielefeld, Deutschland. An der Razzia und den Ermittlungen waren die deutsche Polizei und Europol beteiligt. Auch 14 andere Unternehmen, die mit OneCoin verbunden sind, wurden untersucht und 50 Zeugen befragt. Die Server von OneCoin und andere materielle Beweise wurden beschlagnahmt.
Sebastian Greenwood wurde im Juli 2018 in Thailand verhaftet und in die USA ausgeliefert.

### 2019
Im Jahr 2019 bekannte sich der Bruder Ruja Ignatovas, Konstantin Ignatov, in den USA des Betrugs und der Geldwäsche im Zusammenhang mit dem System OneCoin für schuldig. Konstantin Ignatov wurde bei seiner Einreise in die USA im März 2019 in Los Angeles verhaftet und im November 2019 wurde durch eine US-Staatsanwaltschaft Anklage wegen Geldwäsche und Betruges gegen ihn erhoben.
Am 21. November 2019 befand das New Yorker Bundesgericht den Anwalt Mark Scott der Geldwäsche und des Bankbetrugs für schuldig. Er hatte 400 Millionen Dollar amerikanischer Investoren für OneCoin eingesammelt und daran selbst 50 Millionen Dollar verdient.
Am 24. November 2019 veröffentlichte die BBC eine detaillierte Untersuchung von OneCoin und Ignatova mit dem Titel „Cryptoqueen: How this woman scammed the world, then vanished“. Die Reporter glauben, dass sich Ignatova unter falscher Identität unter anderem in Frankfurt aufhielt.

### 2020
Im Jahr 2020 zeigten FinCEN Files, dass die New Yorker Bank BNY Mellon 137 Millionen US-Dollar für das mit OneCoin verbundene Unternehmen verarbeitete.
Trotz des Verschwindens von Ruja Ignatova und der Inhaftierung ihres Bruders laufen die Aktivitäten von OneCoin Ltd. weiter. Während sich die Einnahmen in Europa deutlich verringerten, erhöhten sich die Zahlungen aus einigen afrikanischen und asiatischen Ländern.
Eine Warnung vor der Geldanlage in OneCoin durch eine britische Aufsichtsbehörde wurde auf Druck von Anwälten mit dem Hinweis "die Warnung sei lange genug veröffentlicht worden" zurückgezogen. Dieser Umstand wurde von OneCoin-Vermittlern als Verkaufsargument genutzt.

### 2021
Die Firma OneCoin, Ruja Ignatova und Gilbert Armenta wurden in einem laufenden Prozess in den USA für zahlungsunfähig befunden.
Mark S. Scott bot an, sein Haus in Cape Cod zu verkaufen; die US-Staatsanwaltschaft stimmte zu. Ignatova wurde mit der Unterstützung des Terrorismus in Verbindung gebracht.
Am 17. September 2021 begann ein Prozess der Staatsanwaltschaft Bielefeld gegen drei Deutsche, die für OneCoin Gelder in Höhe von rund 320 Millionen Euro von etwa 60.000 Anlegern verwaltet und transferiert haben sollen.

### 2022
Das Bundeskriminalamt fahndet seit dem 11. Mai 2022 nach der deutschen Staatsangehörigen Ruja Ignatova.

### 2023
Im September 2023 wurde der britisch-schwedische Mitgründer Sebastian Greenwood in den USA zu 20 Jahren Haft und zur Rückzahlung von rund 300 Millionen US-Dollar, die er als Provisionen für den Vertrieb wertloser Onelife-Kryptowährungs-Informationspakete kassiert hatte, verurteilt. Er bekannte sich Ende 2022 schuldig zu Betrug unter Zuhilfenahme von Telekommunikationsmitteln sowie Verschwörung dazu, Verschwörung zu Geldwäsche sowie Verschwörung zu Anlagebetrug. Greenwood war im Juli 2018 in Thailand verhaftet und in die USA ausgeliefert worden.

### 2024
Am 8. Januar 2024 wurde vor dem Landgericht Münster das Ehepaar Frank R. und Manon H. zu 5 Jahren bzw. zu 4 Jahren und 6 Monaten Haft wegen Beihilfe zum Betrug in einem besonders schweren Fall verurteilt; den mitangeklagten Münchener Rechtsanwalt verurteilte das Landgericht Münster zu einer Haftstrafe von 2 Jahren und neun Monaten. Im Verfahren wurden bis zum Verurteilungszeitpunkt insgesamt 28 Mio. € im strafprozessualen Wege sichergestellt.
Durch den Verkauf von Londoner Immobilien, welche Ignatova vermutlich über Treuhandfirmen kaufte, wurden 10 Mio. € sichergestellt.

## Verfilmungen
Ende 2020 wurde eine Verfilmung der Geschichte um OneCoin unter dem Namen Fake! mit Kate Winslet in der Hauptrolle angekündigt.
Die Sender Sky Deutschland und Channel 4 produzieren mit Tondowski Films, DARE Pictures sowie der Produktionsfirma Fremantle die Dokumentarserie „Crypto Queen“ in drei Teilen.
Unter dem Titel „Die Kryptoqueen – Der große OneCoin-Betrug“ entstand 2022 eine 90-minütige Investigativ-Doku als Koproduktion von a&o Filmproduktion Köln mit WDR in Zusammenarbeit mit ARTE. Deren Regisseur Johan von Mirbach drehte parallel eine klassische True-Crime-Serie aus vier kürzeren Folgen, die sich mit der Person Ruja Ignatova beschäftigt. Unter dem Titel „Die Kryptoqueen – die Serie“ wurde sie ab dem 5. November 2022 in der ARD Mediathek gesendet. Am 27. Mai 2024 startete mit Kill Bitcoin! Die Kryptoqueen und ihr OneCoin-Betrug erneut eine weitere Doku-Reihe über Ruja Ignatova und OneCoin auf Sky Crime.